# Вила-Нова-де-Касела
Вила-Нова-де-Касела (порт. Vila Nova de Cacela)  —  населённый пункт и район в Португалии,  входит в округ Фару. Является составной частью муниципалитета  Вила-Реал-де-Санту-Антониу. По старому административному делению входил в провинцию Алгарве (регион). Входит в экономико-статистический  субрегион Алгарве, который входит в Алгарве. Население составляет 3462 человека на 2001 год. Занимает площадь 44,46 км².